# (154378) Hennessy
(154378) Hennessy est un astéroïde de la ceinture principale.

## Description
(154378) Hennessy est un astéroïde de la ceinture principale. Il fut découvert le 14 décembre 2002 à l'observatoire d'Apache Point par le programme Sloan Digital Sky Survey. Il présente une orbite caractérisée par un demi-grand axe de 2,44 UA, une excentricité de 0,18 et une inclinaison de 0,9° par rapport à l'écliptique.

## Compléments